# カルトグラム

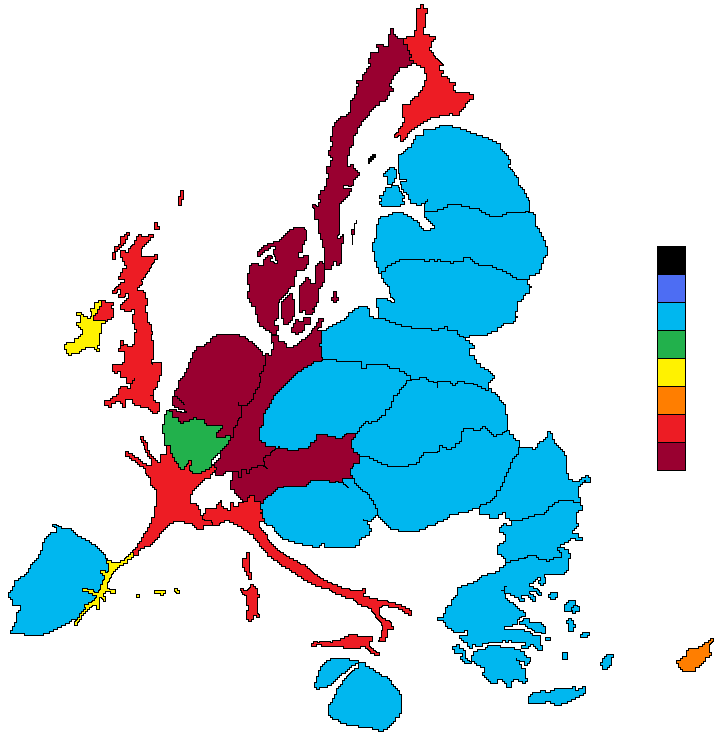
2007年のユーロスタットデータを基にした、2007年から2013年までの欧州連合の一人あたり総歳出額（ルクセンブルクは除く）
純損
一人あたり-5000〜-1000ユーロ
一人あたり-1000〜-500ユーロ
一人あたり-500〜0ユーロ
純益
一人あたり0〜500ユーロ
一人あたり500〜1000ユーロ
一人あたり1000〜5000ユーロ
一人あたり5000〜10000ユーロ
一人あたり10000ユーロ以上
不明

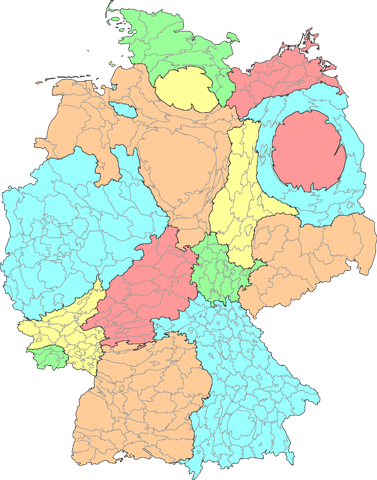
ドイツの人口を基に州や地区の大きさを変更した地図

カルトグラム（cartogram）は、主題図の一種であり、人口や移動時間、国民総生産などを土地面積と距離に置き換えた地図である。面積統計地図と距離統計地図の2種類あり、それぞれ数値を地図化することにより地形が歪んでいる。1800年中頃から利用されている。

## 面積統計地図

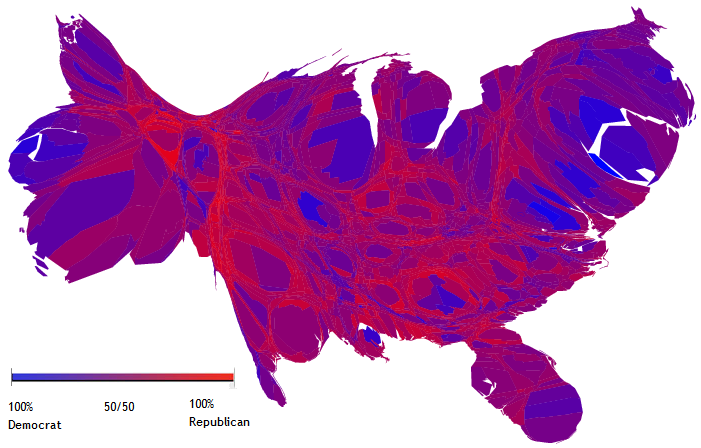
2004年アメリカ合衆国大統領選挙の一般投票に基づく彩色と、人口比率を基に最適化した面積統計地図

面積別地図や等人口統計地図に度々使用されており、等人口統計地図は特に世界各国の領土ごとの人口比率で最適化（形状や相対的な位置は可能な限り維持するものの、必然的に歪んだ部分が多く見られる。）した人口統計地図の一つとして知られている。その他統計地図の例としては、歪曲地図や密度均一化地図などがある。

面積統計地図は基データにより描画された地図の整合性に違いが有り、当記事の画像においては全て隣接面が整っている地図を用いている。不整合な面積統計地図の好例としてはニューヨーク・タイムズが出版しており、

その他にはMapping Worldsが運営しているSHOW®が現時点でアメリカや日本などの不整合な面積統計地図を公開し、異なる地域の特徴を理解しやすくしている。このような統計地図の描画は時折the projector method（投影方式）やscaled-down regions（縮小地域）と呼ばれる。
ミシガン大学やシェフィールド大学との共同研究により、Worldmapperの約700個の統計地図が利用可能である。

## 作成
1960年台にカリフォルニア大学サンタバーバラ校のWaldo Toblerがコンピュータを用いて出力するまでは、手作業で制作されていた。
現在では地理情報システムのアドオンとして多くのアルゴリズムによる描画が可能であり、具体例としてはScapeToadやCart、ArcGISのCartogram Processing Toolがある。